# Lista monumentelor istorice din județul Buzău - T

Simbol pentru monumentele istorice

Lista monumentelor istorice din județul Buzău - T cuprinde monumentele istorice înscrise în Patrimoniul cultural național al României și aflate în localități ce încep cu litera T din județul Buzău.
Lista completă este menținută și actualizată periodic de către Ministerul Culturii, Cultelor și Patrimoniului Național din România, prin intermediul Institutului Național al Patrimoniului, ultima versiune datând din 2015. Această listă cuprinde și actualizările ulterioare, realizate prin ordin al ministrului culturii.
| Cod LMI                              | Denumire                                                      | Localitate                 | Localizare                                   | Datare, Creatori                            | Imagine               | Erori             |
| ------------------------------------ | ------------------------------------------------------------- | -------------------------- | -------------------------------------------- | ------------------------------------------- | --------------------- | ----------------- |
| BZ-I-s-B-02293 (RAN: 48646.01)       | Situl arheologic de la Târcov                                 | sat Târcov; comuna Pârscov | „La Piatra cu lilieci”                       |                                             | Încarcă foto \| video | Raportează eroare |
| BZ-I-m-B-02293.01 (RAN: 48646.01.02) | Așezare fortificată                                           | sat Târcov; comuna Pârscov | „La Piatra cu lilieci” 45.33972°N 26.57417°E | sec. I a. Chr., Latène, Cultura geto-dacică | Încarcă foto \| video | Raportează eroare |
| BZ-I-m-B-02293.02 (RAN: 48646.01.01) | Așezare                                                       | sat Târcov; comuna Pârscov | „La Piatra cu lilieci” 45.33972°N 26.57417°E | mil. III - II, Epoca bronzului              | Încarcă foto \| video | Raportează eroare |
| BZ-II-m-B-02484                      | Biserica „Cuvioasa Paraschiva”                                | sat Tega; comuna Pănătău   |                                              | 1876                                        | Încarcă foto \| video | Raportează eroare |
| BZ-II-m-A-02485 (RAN: 48307.01)      | Biserica „Sf. Arhangheli Mihail și Gavril” a mănăstirii Cârnu | sat Tega; comuna Pănătău   | 155, Mânăstirea Cârnu 45.27818°N 26.40141°E  | 1545                                        |                       | Raportează eroare |